# احمد سکوتوره
احمد سیکو توری (انگلیسی: Ahmed Sékou Touré؛ زاده ۹ ژانویهٔ ۱۹۲۲ – درگذشته ۲۶ مارس ۱۹۸۴) یک سیاست‌مدار اهل گینه بود.
وی در اوایل جنگ ایران و عراق بارها به هر دو کشور سفر کرد و تلاشهای زیادی کرد تا باعث پایان جنگ شود.